# Arrondissement de Bambilor
L'arrondissement de Bambilor est créé en 2011 avec le découpage de l'ancienne communauté rurale de Sangalkam. 
En 2011 l'arrondissement de Bambilor comptait la communauté rurale de Bambilor, de Yenne, de Tivaouane Peulh Niague. Avec l'acte III de la décentralisation Loi n° 2013-10 du 28 décembre 2013 avec la communalisation intégrale l'arrondissement de Bambilor s'est agrandi avec la commune de Sangalkam, commune de Diamniadio et commune de Jaxaay-Niacourab-Pa. 
À ce jour l'arrondissement de Bambilor englobe la commune de Bambilor, la commune de Sangalkam, la commune de Yenne, la commune de Jaxaay-Niacourab-Pa, la commune de Tivaouane Peulh-Niague et la commune de Diamniadio.